# Krzywin (powiat choszczeński)
Krzywin (niem. Albertshof) – kolonia w Polsce położona w województwie zachodniopomorskim, w powiecie choszczeńskim, w gminie Bierzwnik. Miejscowość wchodzi w skład sołectwa Ostromęcko.
W latach 1975–1998 miejscowość administracyjnie należała do województwa gorzowskiego. Do 2009 roku kolonia wchodziła w skład sołectwa Kolsk.
Kolonia leży ok. 1,8 km na północ od Kolska, nad jeziorem Krzywym, na Pojezierzu Dobiegniewskim.